# Leandro Moura
Weverson Leandro Oliveira Moura (Brasília, 12 de maio de 1993), mais conhecido como Leandro Moura, é um futebolista brasileiro que atua como atacante. Atualmente joga no Uberlândia.

## Carreira

### Grêmio
Nascido em Brasília, Leandro estreou pelo Grêmio no dia 20 de fevereiro de 2011, aos 17 anos, em uma goleada por 5–0 sobre o Ypiranga de Erechim. Acionado por Renato Gaúcho, o atacante entrou em campo no segundo tempo e marcou seu primeiro gol como profissional. Em sua estreia pelo Tricolor, ele utilizou a camisa 21 que pertencia ao centroavante André Lima; assim, uma fita foi colocada para cobrir o nome de André. Após a estreia, Leandro passou a usar a camisa 17. Nas finais do Campeonato Gaúcho, o atacante chegou a marcar um gol no jogo de ida contra o rival Internacional, mas os colorados venceram o jogo de volta e foram campeões. Ao lado de Leandro Damião, Leandro foi eleito um dos melhores atacantes do Campeonato Gaúcho.

### Palmeiras
No início de 2013, em uma troca envolvendo Hernán Barcos, transferiu-se para o Palmeiras, junto com mais três jogadores. Emprestado até dezembro, foi apresentado oficialmente no dia 15 de fevereiro. O atacante marcou seu primeiro gol com a camisa da equipe no dia 24 de fevereiro, garantindo a vitória por 1–0 contra o União Barbarense.
Acabou o ano como artilheiro do time com 19 gols, sendo o vice artilheiro do clube na Série B, atrás apenas de Alan Kardec.
No dia 7 de janeiro de 2014, foi acertada sua transferência em definitivo para o Palmeiras, com o Verdão pagando 5 milhões de euros (16 milhões de reais) por seus direitos econômicos.

### Santos
Com poucas atuações pelo Palmeiras em 2015, Leandro foi emprestado ao Santos até o final do ano, com opção de compra após o término do vínculo. Em dezembro, no entanto, não teve seu contrato renovado para a temporada seguinte.

### Coritiba
Em 2016 foi emprestado ao Coritiba, assinando contrato até o final do ano.

## Seleção Nacional
Após ter defendido o Brasil nas categorias Sub-23, Sub-20 e Sub-21 (nessa ordem), Leandro realizou sua estreia pela Seleção Brasileira principal no dia 6 de abril de 2013, num amistoso contra a Bolívia realizado em Santa Cruz de la Sierra. Convocado por Luiz Felipe Scolari, o atacante saiu do banco de reservas, substituiu Ronaldinho Gaúcho e marcou o último gol da goleada por 4–0.

## Estatísticas
Atualizadas até 28 de novembro de 2016

### Clubes
| Clube             | Temporada         | Campeonato nacional | Campeonato nacional | Copa nacional[a] | Copa nacional[a] | Competições continentais[b] | Competições continentais[b] | Outros torneios[c] | Outros torneios[c] | Total | Total |
| Clube             | Temporada         | Jogos               | Gols                | Jogos            | Gols             | Jogos                       | Gols                        | Jogos              | Gols               | Jogos | Gols  |
| ----------------- | ----------------- | ------------------- | ------------------- | ---------------- | ---------------- | --------------------------- | --------------------------- | ------------------ | ------------------ | ----- | ----- |
| Grêmio            | 2011              | 22                  | 1                   | —                | —                | 2                           | 0                           | 12                 | 7                  | 36    | 8     |
| Grêmio            | 2012              | 22                  | 7                   | 4                | 0                | 3                           | 0                           | 9                  | 0                  | 38    | 7     |
| Grêmio            | 2013              | —                   | —                   | —                | —                | 0                           | 0                           | 2                  | 0                  | 2     | 0     |
| Grêmio            | Total             | 44                  | 8                   | 4                | 0                | 5                           | 0                           | 23                 | 7                  | 76    | 15    |
| Palmeiras         | 2013              | 30                  | 13                  | 1                | 0                | -                           | -                           | 11                 | 6                  | 42    | 20    |
| Palmeiras         | 2014              | 18                  | 1                   | 6                | 1                | 0                           | 0                           | 11                 | 1                  | 35    | 3     |
| Palmeiras         | 2015              | 2                   | 0                   | 2                | 0                | 0                           | 0                           | 0                  | 0                  | 4     | 0     |
| Palmeiras         | Total             | 50                  | 14                  | 9                | 1                | 0                           | 0                           | 22                 | 7                  | 81    | 23    |
| Santos            | 2015              | 14                  | 1                   | 0                | 0                | 0                           | 0                           | 0                  | 0                  | 14    | 1     |
| Santos            | Total             | 14                  | 1                   | 0                | 0                | 0                           | 0                           | 0                  | 0                  | 14    | 1     |
| Coritiba          | 2016              | 25                  | 5                   | 3                | 2                | 4                           | 1                           | 16                 | 4                  | 48    | 12    |
| Coritiba          | Total             | 25                  | 5                   | 3                | 2                | 4                           | 1                           | 16                 | 4                  | 48    | 12    |
| Total na carreira | Total na carreira | 123                 | 27                  | 16               | 3                | 9                           | 1                           | 61                 | 18                 | 209   | 54    |

- a. ^ Jogos da Copa do Brasil
- b. ^ Jogos da Copa Libertadores e Copa Sul-Americana
- c. ^ Jogos do Campeonato Gaúcho, Campeonato Paulista e amistosos

## Títulos

### Profissional
Palmeiras
- Campeonato Brasileiro - Série B: 2013
- Copa do Brasil: 2015

Kashima Antlers
- Supercopa do Japão: 2017
- Liga dos Campeões da AFC: 2018

FC Tokyo
- Copa da Liga Japonesa: 2020

Paysandu
- Campeonato Paraense: 2024

### Categoria de base
Grêmio
- Campeonato Brasileiro Sub-20: 2009

Seleção Brasileira
- Torneio Internacional de Toulon: 2014

### Outras conquistas
Palmeiras
- Troféu Julinho Botelho: 2014

### Prêmios individuais
- Seleção do Campeonato Gaúcho: 2011[3]
- Revelação do Campeonato Gaúcho: 2011
- Melhor jogador da Copa da Liga Japonesa: 2020